# 幸福街道 (齐齐哈尔市)
幸福街道是中国黑龙江省齐齐哈尔市富拉尔基区下辖的一个街道，地处富拉尔基城区的西侧，成立于1981年。